# 95 (nombre)
« Quatre-vingt-quinze » redirige ici. Pour l'année, voir 95.
« Nonante-cinq » redirige ici. Pour l'album d'Angèle, voir Nonante-Cinq (album).
Le nombre 95 (quatre-vingt-quinze ou nonante-cinq) est l'entier naturel qui suit 94 et qui précède 96.

## En mathématiques
Le nombre 95 est :
- Un nombre composé brésilien car 95 = 5518.
- Un nombre 11-gonal ou hendecagonal.
- un nombre pyramidal hexagonal.
- Pour la valeur 95, la fonction de Mertens atteint la valeur 2, après avoir été 0 pour la plupart des nombres de 3 à 92. Ce record tient jusqu'à 218.
- En statistiques, un intervalle de confiance de 95 % est considéré comme satisfaisant dans la plupart des cas.

## Dans d'autres domaines
Le nombre 95 est aussi :
- Le numéro atomique de l'américium, un actinide.
- le numéro de la sourate At-Tin dans le Coran.
- Le nombre de thèses dans l'ouvrage de Martin Luther, Quatre-vingt-quinze thèses.
- Le numéro de l'Interstate 95, une autoroute qui part de l'État de Floride pour atteindre l'État du Maine.
- Le numéro de la Highway 95, une autoroute qui traverse la partie occidentale des États-Unis.
- L'indicatif téléphonique international pour appeler la  Birmanie.
- Le n° du département français du Val-d'Oise.
- Années historiques : -95, 95 ou 1995.
- Ligne 95 .
- Une dénomination d'une ancienne version du système d'exploitation Microsoft Windows.
- une taille de bonnet de soutien-gorge (95B, 95C, etc).
- Une agence de communication située à Bruxelles et à Charleroi, en Belgique.
- Nonante-Cinq est le nom du second album de la chanteuse belge Angèle.
- Le numéro de Flash McQueen dans la trilogie Cars.